# فرودگاه ییچون لیندو
فرودگاه ییچون لیندو (به انگلیسی: Yichun Lindu Airport) یک فرودگاه همگانی با کد یاتا LDS است . این فرودگاه در کشور چین قرار دارد و در ارتفاع ۲۴۱ متری از سطح دریا واقع شده‌است.

## شرکت‌های هواپیمایی و مقصدهای پروازی
| شرکت‌های هواپیمایی      | مقصدهای پروازی                  |
| ---------------------- | ------------------------------- |
| هواپیمایی شرقی چین     | کینگدائو لیوتینگ، شانگهای پودنگ |
| هواپیمایی جنوبی چین    | پکن، هاربین تایپینگ             |
| چاینا یونایتد ایرلاینز | پکن نانیوان                     |